# Lignan-de-Bazas
Lignan-de-Bazas è un comune francese di 289 abitanti situato nel dipartimento della Gironda nella regione della Nuova Aquitania.

## Società

### Evoluzione demografica
Abitanti censiti